# Abdül Mecid (1901)
Abdül Mecid, później Yunus – turecki torpedowiec z początku XX wieku, jedna z dwóch zbudowanych we Włoszech jednostek typu Hamidiye. Okręt został zwodowany w 1901 roku w stoczni Ansaldo w Genui, a w 1902 roku wcielono go w skład marynarki Imperium Osmańskiego. W 1908 roku jego nazwę zmieniono na „Yunus”. Torpedowiec wziął udział w I wojnie światowej, a po remoncie w latach 20. służył pod banderą Republiki Turcji do 1929 roku. Okręt został złomowany w 1935 roku.

## Projekt i budowa
Dwa torpedowce typu Hamidiye zostały zamówione przez Turcję we Włoszech w marcu 1901 roku. „Abdül Mecid” zbudowany został w stoczni Ansaldo w Genui. Stępkę okrętu położono w 1901 roku i w tym samym roku został zwodowany. Nazwa okrętu została nadana na cześć sułtana Abdülmecida I.

## Dane taktyczno-techniczne
Okręt był torpedowcem z kadłubem wykonanym ze stali. Długość całkowita wynosiła 50,6 metra (47,8 metra między pionami) szerokość 5,6 metra i zanurzenie 1,2 metra . Wyporność normalna wynosiła 145 ton. Jednostka napędzana była przez dwie pionowe trzycylindrowe maszyny parowe potrójnego rozprężania Ansaldo o łącznej mocy 2400 KM, do których parę dostarczały trzy kotły typu Yarrow, także wyprodukowane w macierzystej stoczni . Prędkość maksymalna napędzanego dwiema śrubami okrętu wynosiła 26 węzłów . Zapas węgla wynosił 50 ton.
Na uzbrojenie artyleryjskie jednostki składało się pojedyncze działko kalibru 37 mm Hotchkiss QF L/20 z zapasem 250 nabojów . Broń torpedową stanowiły dwie pojedyncze wyrzutnie kalibru 450 mm z łącznym zapasem czterech torped .
Załoga okrętu składała się z 4 oficerów i 26 podoficerów i marynarzy .

## Służba
Po przeprowadzeniu prób morskich „Abdül Mecid” został w 1902 roku w Stambule wcielony w skład marynarki wojennej Imperium Osmańskiego . W maju 1908 roku nazwę jednostki zmieniono na „Yunus” . Podczas wojny włosko-tureckiej i I wojny bałkańskiej „Yunus” stacjonował w Izmirze (podczas drugiego konfliktu odstawiony był do rezerwy ze względu na awarię kotłów). W 1914 roku z pokładu jednostki zdemontowano jedną wyrzutnię torped . 27 października 1914 roku, przed przystąpieniem Imperium Osmańskiego do I wojny światowej po stronie państw centralnych, okrętem dowodził kpt. mar. (tur. yüzbaşı) Kasimpaşali Ahmet Mahmut. W 1915 roku załoga okrętu została powiększona i składała się z sześciu oficerów i 33 marynarzy tureckich oraz jednego oficera i trzech podoficerów niemieckich. 27 kwietnia 1915 roku w pobliżu Şarköy „Yunus” wraz z kanonierką „Aydın Reis” zorganizowały zasadzkę na brytyjski okręt podwodny HMS E14, otwierając ogień w kierunku wynurzającego się przeciwnika; brytyjska jednostka alarmowo zeszła pod wodę i uszła prześladowcom, pozostając w zanurzeniu przez 50 godzin. 6 maja tego roku okręt wszedł na mieliznę nieopodal Şarköy.
W 1916 roku wzmocniono uzbrojenie artyleryjskie okrętu: w miejsce działka kalibru 37 mm zamontowano działo Kruppa kalibru 47 mm SK C/99 L/45, z zapasem 170 pocisków . Po postawieniu w sierpniu 1916 roku przez Rosjan dużej ilości min morskich u wejścia do Bosforu, prócz trałowców do likwidacji zagrożenia zostały przystosowane również torpedowce i niszczyciele „Yunus”, „Draç”, „Musul”, „Kütahya”, „Samsun” oraz kanonierka „Malatya” (typu Taşköprü).
1 marca 1918 roku w pobliżu portu Tekirdağ „Yunus” zderzył się z torpedowcem „Draç”. W październiku okręt odstawiono do rezerwy. Po zakończeniu wojny, od lutego 1919 roku do 1920 roku okręt służył jako jednostka patrolowa do zwalczania przemytu, już bez uzbrojenia torpedowego . 29 października 1923 roku „Yunus” został formalnie wcielony do nowo powstałej marynarki wojennej Republiki Turcji, choć jego stan techniczny nie pozwalał na eksploatację. W latach 1923–1924 jednostka przeszła remont w Deniz Fabrikaları w Stambule i w 1926 roku podjęła czynną służbę jako okręt łącznikowy, operując ze Stambułu i İzmitu . „Yunus” został wycofany ze składu floty w 1929 roku i złomowany w 1935 roku .